# Virginia (Irlande)
Pour les articles homonymes, voir Virginia.
Virginia (Acadh an Iúir en irlandais) est une ville dans le comté de Cavan, en Irlande.

## Géographie

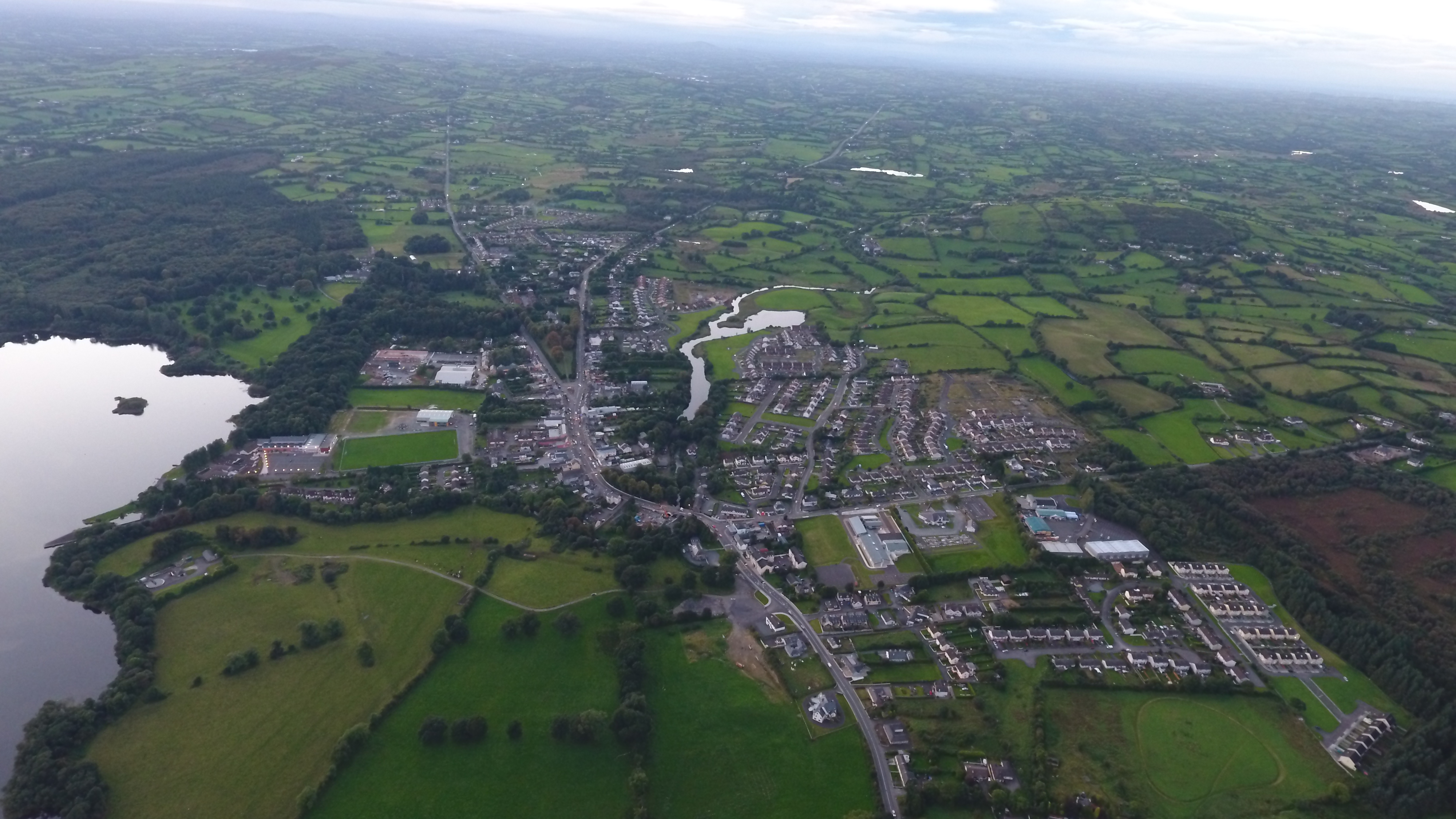
La ville borde Lough Ramor.

La ville est située à proximité du Lough Ramor, l'un des plus grands lacs du comté de Cavan qui s'étend sur environ 7 km de long et mesure environ un kilomètre de large à l'endroit le plus étroit. Il est alimenté par les réseaux hydrographiques de la Blackwater et de la Boyne.
C'est la quatrième ville du comté de Cavan par le nombre d'habitants.

### Voies de communication
La ville est desservie par la route N3 et se trouve à 85 km de Dublin.
Un contournement à double voie de 12,5 km, destiné à réduire les encombrements du centre-ville, a été prévu mais suspendu à la fin des années 2000. En février 2018, le projet a été classé projet clé dans le plan de développement national, faisant partie du Project Ireland 2040.

## Toponymie
La ville a été fondée au début du XVIIe siècle à Aghanure (Achadh an Iúir, le champ de l'if), pendant la Plantation de l'Ulster et a été nommée Virginia à partir du nom de la reine Élisabeth Ire d'Angleterre, la « reine vierge ».

## Histoire
Victoria résulte d'un projet de peuplement initié par John Ridgeway, un aventurier britannique mandaté par la couronne en 1612, pour créer une nouvelle ville sur la grande route, à mi-chemin entre les agglomérations de Kells et Cavan. D'après la tradition, il existait déjà un château en ruines : celui des O'Reilly, décrit comme Aghaler.
Cet endroit faisait partie de la paroisse Lurgan de Ballaghanea.
En 1622, Luke Plunkett, 1er comte de Fingall devient propriétaire des lieux. Ce catholique anglo-irlandais, descendant des Normands, dont la famille était arrivée en Irlande au XIIe siècle, entreprit de relancer le projet de peuplement.
Après les rébellions irlandaises de 1641 et les guerres qui ont émaillé la période qui a suivi, il ne reste que quelques résidents en 1660.
Vers 1750, Thomas Taylor devient propriétaire. Il accentuera le développement local, notamment le secteur agricole.
La grande famine, le typhus et le choléra séviront au cours du XIXe siècle. L'émigration a longtemps été la seule solution pour s'en sortir.
Aujourd'hui, l'agglomération se développe à partir de ses atouts ruraux. De nouvelles maisons et des locaux commerciaux sortent de terre.

## Démographie
La population est de 2 648 habitants en 2016. Elle a augmenté de 16,0 % depuis le dernier recensement (2011). La circonscription électorale qui comprend la ville et ses environs compte 4 393 habitants, soit une augmentation de 11,53 % depuis le dernier recensement.
La composition ethnique (parmi celles mentionnées lors du recensement) était de 87,62 % d'irlandais blancs, 8,91 % d'autres blancs, 1,16 % de noirs, 1,07 % d'asiatiques et 1,23 % d'autres.

## Économie
La ville est considérée comme une ville de banlieue en raison de sa proximité avec les grandes villes commerçantes à l'est et à l'ouest. Les activités dominantes sont principalement l'agriculture et la transformation du lait dans l'usine locale Glanbia (anciennement Virginia Milk Products) qui produit de la poudre de lait écrémé et de la crème pour la liqueur Baileys Irish Cream, de renommée mondiale.
Les produits de peinture Fleetwood sont fabriqués à Virginia.

## Environnement
Virginia a remporté l'Irish Tidy Towns Competition en 1964 et 1965.

## Personnalités locales
- Jonathan Swift (1667–1745), a écrit son célèbre roman Les voyages de Gulliver tout en restant à proximité à Quilca, la maison de son ami clerc Thomas Sheridan.
- Thomas Sheridan (1687-1738), a dirigé une école classique, est devenu plus tard directeur de l'école royale de Cavan.
- Richard Brinsley Sheridan (1751–1816), dramaturge et petit-fils de Thomas Sheridan.
- Thomas Fitzpatrick (1832-1900), célèbre médecin de Londres, né à Virginia.
- Sir Josias Rowley (1765-1842), amiral de la Royal Navy, originaire du Comté de Leitrim, frère du Révérend John Rowley.
- John Rowley était membre du clergé anglican, titulaire à Virginia à l'époque où l'église Board of First Fruits a été construite. * L'amiral Rowley a aidé à financer la reconstruction de l'église après qu'un important incendie a détruit le toit dans la nuit de Noël 1830.